# Ortacesus
Ortacesus là một đô thị ở tỉnh Sud Sardegna, vùng Sardegna của Ý, có vị trí cách khoảng 35 km về phía bắc của Cagliari. Đến thời điểm ngày 31 tháng 12 năm 2004, đô thị này có dân số 981 và diện tích là 23,6 km².
Ortacesus giáp các đô thị: Barrali, Guamaggiore, Guasila, Pimentel, Sant'Andrea Frius, Selegas, Senorbì.